# Lijabatho FC
Der Lijabatho FC ist ein Fußballverein aus Morija aus Lesotho.
Der Verein spielte viele Jahre unterklassig, ehe er sich in den letzten Jahren nach oben arbeiten konnte. Durch verstärkte Jugendarbeit konnte der Verein zur Saison 2019/20 erstmals in der Lesotho Premier League aufsteigen. In der ersten Saison landete der Verein auf Platz 13, was den direkten Wiederabstieg zur Folge hatte. Durch die COVID-19-Pandemie wurde der Abstieg ausgesetzt und man verblieb in der Premier League. In der Saison 2021/22 zeigten man konstantere Leistung und landete im gesicherten Mittelfeld.